# Penny Cousineau-Levine
Penny Cousineau-Levine (* 31. března 1947) je kanadská teoretička fotografie, kurátorka, umělkyně a profesorka.

## Životopis
Cousineau-Levine se narodila 31. března 1947 ve Frederictonu, New Brunswick. Je držitelkou titulu bakalář umění v anglické literatuře na Univerzitě v Manitobě (1969) a získala titul Master of Fine Arts z workshopu Visual Studies v Rochesteru v New Yorku.
Cousineau je řádnou profesorkou na katedře vizuálního umění na Ottawské univerzitě.

## Práce
Cousineau-Levine je známá svou knihou Faking Death: Canadian Art Photography and the Canadian Imagination, kterou vydalo McGill-Queen's University Press v roce 2003. V této publikaci zkoumá specifičnost kanadské fotografie od roku 1950 do roku 2000. Kniha obsahuje reprodukce a pozorování více než stodvaceti kanadských fotografů, včetně Michela Lambetha, Charlese Gagnona, Diany Thorneycroftové, Sandry Semchukové nebo Raymondy Aprilové.

## Sbírky
Několik autorčiných raných fotografických děl je součástí stálé sbírky Kanadské národní galerie.